# Аддисон (аэропорт)
Муниципальный аэропорт Аддисон (англ. Addison Municipal Airport), (FAA LID: 2A8) — государственный гражданский аэропорт, расположенный в двух километрах к северо-востоку от центральной части города Аддисон (Алабама, США).

## Операционная деятельность
Муниципальный аэропорт Аддисон занимает площадь в 15 гектар, расположен на высоте 240 метров над уровнем моря и эксплуатирует одну взлётно-посадочную полосу:
- 4/22 размерами 802 х 34 метров с торфяным покрытием.

За период с 5 апреля 2000 по 5 апреля 2001 года муниципальный аэропорт Аддисон обработал 1416 операций взлётов и посадок самолётов (в среднем 118 операций ежемесячно), все рейсы в указанный период пришлись на авиацию общего назначения.